# Careless Love
Careless Love (auch Careless Love Blues) ist ein Lied, das 1926 von W. C. Handy (Musik), Martha E. Koenig und Spencer Williams (Text) veröffentlicht wurde und in den folgenden Jahren zu einem populären Blues- und Jazzstandard wurde.

## Herkunft und erste Aufnahmen des Songs

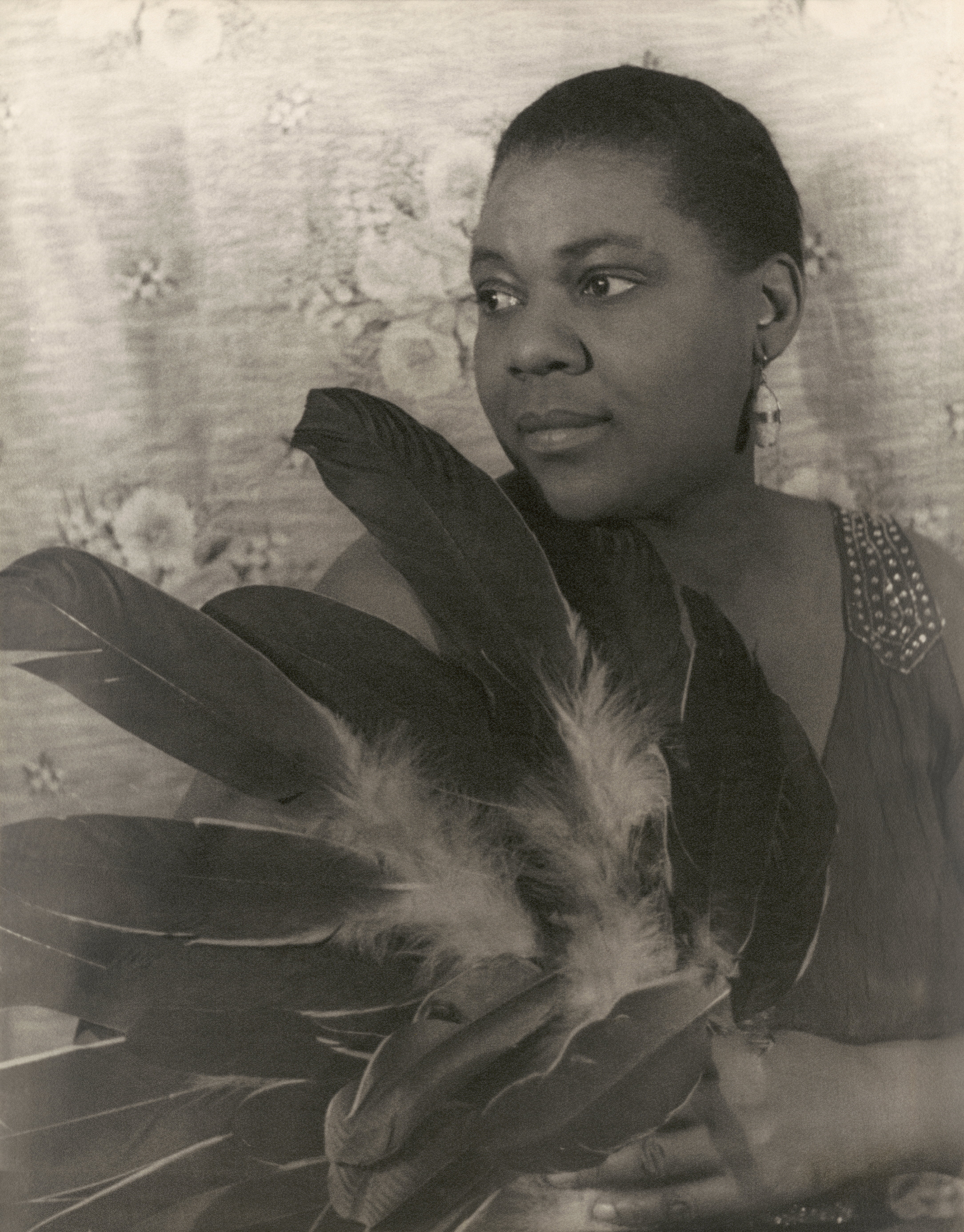
Bessie Smith, 1936
Fotografie von Carl van Vechten, aus der Van Vechten Collection der Library of Congress

Die Herkunft von Careless Love ist unsicher. Möglicherweise handelt es sich um einen Folksong aus den 1880er Jahren. Handy gab an, dass er den Song bereits seit 1891 mit seiner Band spielte, nachdem er ihn in Bessemer (Alabama) gehört habe. Aus dem Jahr 1911 stammt eine Transkription des ursprünglichen Textes durch Howard Odum & Guy Johnson (als Kelly’s Love); in ihrem Buch The Negro and His Songs (1925) reihen sie das Stück unter die Social Songs ein. Wooden Joe Nicholas zufolge war er in den frühen 1900er-Jahren einer der bekanntesten Titel im Repertoire der Buddy Bolden Band in New Orleans. Handy veröffentlichte die Melodie 1921, zunächst als Loveless Love;
Noble Sissle nahm 1921 den Song Careless Love erstmals auf. Es folgten die Bluessängerinnen Katherine Handy (1922) und Alberta Hunter (1923). Bessie Smith nahm den Song, begleitet von Louis Armstrong (Kornett), Charlie Green (Posaune) und Fred Longshaw (Piano), als Careless Love Blues am 26. Mai 1925 für Columbia Records auf; im November 1925 spielte ihn Papa Celestin & das Original Tuxedo Jazz Orchestra (u. a. mit Kid Shots Madison) in New Orleans für Okeh Records ein. 1926 ließ W.C. Handy, nachdem der Text durch Spencer Williams und Martha E. Koenig ergänzt worden war, das gemeinsame Urheberrecht auf den Song eintragen.

## Kennzeichen des Songs
Careless Love ist in einer 16-taktigen Struktur zu vier gleich langen Zeilen verfasst, die in einer AAAB- bzw. AABC-Liedform verfasst sind. Nach Ansicht von zahlreichen Fachleuten ist Careless Love „überhaupt kein regulärer Blues, sondern ein sentimentaler Song im »Volkston«, der von W. C. Handy und den Leuten seines Kreises in das Blues-Repertoire aufgenommen wurde.“ Allerdings ist in den Takten 9 bis 16 harmonisch eine Nähe zum Blues feststellbar. Er ist in das Repertoire des Big City Blues geraten. „Auffallenderweise  reflektiert der Text in der Ich-Form über die Erlebnisse einer Frau, während in »normalen« Bluestexten stets von Männern über Frauen berichtet wird.“

## Liedtext
Love, oh love, oh careless love.
Love, oh love, oh careless love.
Oh, it’s love, oh love, oh care-less love,
Just see what love has done to me.
Sorrow, sorrow to my heart.
Sorrow, sorrow to my heart.
Oh, it’s sorrow, sorrow to my heart
When me and my true love must part.
It’s a pity that we met…
For those good times we’ll never forget.
Cried last night and the night before…
Going to cry tonight and I’ll cry no more.

## Coverversionen
Ab Mitte der 1920er-Jahre entstanden hunderte von Coverversionen des Lieds im Bereich des Folk, Blues, Jazz, Country und Pop; u. a. von Marilyn Lee, Ottilie Patterson, Pete Seeger, George Lewis, Big Joe Turner, T. Texas Tyler, Eddy Arnold, Louis Armstrong, Bing Crosby, Eartha Kitt, Lonnie Johnson, Blind Boy Fuller, Dave Van Ronk, Lead Belly, Odetta, Lee Wiley, Janis Joplin, Siouxsie Sioux, Suzy Bogguss, Joan Baez, Ray Charles, Ace Cannon, Ronnie Lane, Dr. John, Madeleine Peyroux, Bob Dylan, Bill Monroe, Johnny Cash, Frankie Laine, Skip James und Snooks Eaglin. Nach Tom Lord entstanden im Bereich des Jazz ab 1925 über 600 Coverversionen des Titels, von denen die entstandenen Fassungen von Michael Blake, Harry Connick Jr. Benny Goodman, Bunk Johnson, Lonnie Johnson, Humphrey Lyttelton, Junior Mance, Helen Merrill und dem Zentralquartett hervorzuheben sind, die teilweise in späteren Jahren entstanden.